# Dialetto
Il termine dialetto può indicare, a seconda del contesto d'uso:
- in senso linguistico, una varietà di una lingua;[2][3][4]
- in senso genealogico, una lingua che si è evoluta da un'altra lingua;[2][3]
- in senso sociolinguistico, una lingua socialmente subordinata ad una lingua politicamente dominante.[2][3][5]

In quest'ultima accezione, parlandosi di lingua in rapporto ad un'altra lingua, dialetto può essere anche una lingua regionale che ha perduto autonomia rispetto ad un'altra, divenuta socio-politicamente dominante e riconosciuta come ufficiale, con cui spesso ha una certa affinità e origini simili, la quale viene definita come lingua tetto: in questo senso, la parola dialetto viene utilizzata nella linguistica italiana, in analogia al francese patois, per riferirsi alle lingue regionali italiane evolutesi autonomamente dal latino (ossia i dialetti italo-romanzi, che diversi autori definiscono infatti come lingue sorelle dell'italiano). In contesti di questo tipo, una lingua in pericolo d'estinzione o minoritaria può essere indicata come dialetto da un governo nazionale e come tale essere percepita dai parlanti, veicolando così un giudizio di valore che ha a che fare con il prestigio e l'identità: il termine assume perciò una connotazione negativa legata a “scorrettezza” e “basso status” ed è spesso impiegato in modo denigratorio.

## Accezioni del termine
La parola 'dialetto' non ha significato univoco. Sulla difficoltà di definizione di "dialetto" si confronti il Dizionario di linguistica (p. 229, a cura di Gian Luigi Beccaria, alla voce dialetto), dove è detto che "non esiste un valore semantico univoco ed assolutamente non ambiguo [di questo termine], né a livello di uso comune, né a livello vocabolaristico, né a livello di impiego scientifico". In generale, al termine si riconoscono due diverse accezioni: varietà di una lingua e lingua contrapposta ad un'altra.

### Dialetto come varietà di una lingua
La presente accezione definisce una varietà della lingua nazionale, di un sistema, di un continuum linguistico geografico (è il caso dei dialects dell'inglese americano, che condividono gli stessi caratteri strutturali e la stessa storia della lingua nazionale). Secondo questa definizione, la più diffusa nei paesi anglosassoni, il termine dialetto è riferito ad una precisa famiglia linguistica ed eventualmente relazionato alla "forma linguistica di riferimento" o standard (o koinè); e talune famiglie possono presentare più di una forma 'standard' (si veda diasistema). In questo senso è lecito parlare di "dialetto di una lingua" o "dialetto di un continuum linguistico o dialettale" poiché equivale a parlare di una varietà linguistica intelligibile con le altre del gruppo a cui è ascritta.
In questo caso il termine dialetto non ha alcuna accezione negativa, ma è usato come denominazione neutra per qualunque varietà linguistica, compresa quella standard; infatti, la sociolinguistica ha dimostrato che persino le varietà più distanti dallo standard o non considerate socialmente prestigiose sono ugualmente complesse, strutturate e in grado di trasmettere qualsiasi messaggio i loro parlanti intendano comunicare.

### Dialetto come lingua contrapposta a quella nazionale
La seconda accezione identifica una lingua autonoma rispetto alla lingua nazionale, che ha caratteri strutturali e una storia distinti da quelli della lingua nazionale. In questo caso il dialetto viene considerato come qualsiasi lingua con una propria caratterizzazione territoriale, ma privo di rilevanza politica o prestigio letterario; dal punto di vista della linguistica descrittiva e della filologia prescinde da qualsiasi legame di dipendenza, subordinazione o appartenenza con la lingua ufficiale (o con le lingue ufficiali) vigente nel suo territorio di pertinenza, quantunque tra dialetto e lingua ufficiale possano esistere notevoli parentele e somiglianze.

### Dialetto e lingua vernacolare
Il termine vernacolo, spesso usato nella lingua italiana come sinonimo di dialetto, indica più precisamente la lingua vernacolare, una parlata limitata a una precisa zona geografica, usata specificatamente dal popolo, e si differenzia dal dialetto, che ha una copertura geografica e un uso sociale più vasti. Per ragioni storiche, vernacolo è spesso usato con riferimento alla situazione linguistica della Toscana e dell'Italia centrale,, in particolare per quanto riguarda testi poetici e teatrali..

## Lingue e dialetti
Non esistono criteri scientifici o universalmente accettati per discriminare casi in cui due varietà linguistiche debbano considerarsi due "lingue" diverse o due "dialetti" (nel senso di "varietà") di una stessa lingua. Lo stesso Bloomfield scrisse che la distinzione è di natura puramente relativa. Inoltre, i termini stessi "dialetto", come accennato sopra, e "lingua" non possiedono una definizione univoca (vedere la sezione Lingue e varietà per una formalizzazione del concetto "lingua"). Anche se esistono alcuni criteri discriminatori, questi danno spesso risultati contraddittori a seconda di quale paradigma teorico si tenga in considerazione. La distinzione esatta è pertanto soggettiva, e dipende dal proprio sistema di riferimento.
La soggettività e le difficoltà che si incontrano nello stabilire confini linguistici tra lingue e varietà è illustrata dal celebre aforisma "Una lingua è un dialetto con un esercito e una marina", usualmente attribuito al linguista lituano Max Weinreich. L'aforisma espone in maniera succinta il fatto che la distinzione fra lingua e dialetto è di natura politica, più che linguistica.  Ancora è stato detto che una lingua è "un dialetto che ha fatto carriera."

### Criterio di mutua intelligibilità
Uno dei criteri proposti per distinguere dialetti di una stessa lingua da lingue diverse è quello di mutua intelligibilità. Due varietà sono mutualmente intelligibili quando due parlanti di due varietà diverse possono capirsi parlando ognuno la propria. Tuttavia questo criterio ha vari problemi.
Uno riguarda i casi in cui ci sia un continuum dialettale: parlanti di varietà geograficamente vicine possono comprendersi facilmente, ma parlanti di varietà distanti hanno sempre più problemi a capirsi al crescere della distanza fino a diventare reciprocamente non intelligibili. Questa situazione è comune tra le lingue del mondo. Un secondo problema riguarda proprio la parola "mutua": in molti casi si ha asimmetria nella comprensione, cioè il parlante di una varietà capisce bene il parlante di un'altra ma non viceversa. Questo scenario è tipico quando una delle due varietà è una lingua standard ed è probabile che anche i parlanti della varietà non standard siano stati ripetutamente esposti alla lingua standard.

### Cluster dialettali e linguistici
In determinate situazioni, un gruppo strettamente correlato di varietà dialettali può possedere una considerevole, seppur incompleta, mutua intelligibilità, senza che una di queste varietà domini sulle altre. Per descrivere questa condizione, a partire dagli editori di Handbook of African Languages, è stato introdotto il termine cluster dialettale. Nell'ambito delle classificazioni, le unità chiamate cluster sono posizionate allo stesso livello delle lingue. Una situazione simile, ma con un maggiore grado di mutua intelligibilità, è stata successivamente definita cluster linguistico.

### Fattori politici
A causa della politica e dell'ideologia, la classificazione delle diverse parlate come dialetti o lingue e il loro rapporto con altri tipi di idioma possono essere controversi e i verdetti inconsistenti e/o incoerenti. L'inglese e il serbo-croato sono un valido esempio. Sia l'inglese sia il serbo-croato hanno due varianti principali (rispettivamente inglese britannico e inglese americano, serbo e croato), insieme ad altre varianti minori. Per ragioni politiche, la scelta di classificare queste varietà come "lingue" o "dialetti" porta a risultati inconsistenti e/o contrastanti: inglese britannico ed inglese americano, parlati da stretti alleati politici e militari, sono quasi universalmente considerati varianti di una lingua unica, mentre le lingue standard di Serbia e Croazia, le cui differenze sono del tutto paragonabili a quelle tra le varianti dell'inglese, sono considerate da molti linguisti della regione come lingue distinte.
Gli esempi paralleli abbondano. In Libano i "Guardiani dei Cedri", un partito politico di destra, fortemente nazionalista e principalmente cristiano, che si oppone ai legami del paese col mondo arabo, sostiene che il "libanese" debba essere riconosciuto come lingua separata dall'arabo e ha finanche premuto per sostituire l'alfabeto arabo con l'antico alfabeto fenicio. In Spagna il catalano e il valenciano vengono ufficialmente trattati come idiomi distinti dagli statuti delle regioni di Catalogna e Comunità Valenzana, sebbene persino la stessa Accademia valenzana della lingua, istituzione che regolamenta l'uso del valenciano, consideri quest'ultimo come varietà del catalano, analogamente al mondo accademico e all'Istituto di Studi Catalani. L'Accademia della lingua valenciana descrive una "lingua pluricentrica", cioè con un continuum linguistico-dialettale sottoposto a norme, specialmente nel campo della regolamentazione fonetica, parzialmente differenti, come è il caso del fiammingo e l'olandese.
Ciononostante esiste nella Comunità Valenzana un diffuso movimento (il blaverismo) che nega l'unità della lingua e afferma che il valenciano è non solo giuridicamente, ma anche linguisticamente, una lingua differente, distinta e separata dal catalano. Altro esempio è il moldavo: questa lingua non esisteva prima del 1945 e la comunità linguistica internazionale resta scettica sulla sua classificazione. Dopo l'annessione da parte dell'Unione Sovietica della provincia rumena Bessarabia, successivamente ribattezzata Moldavia, fu imposto l'alfabeto cirillico per la scrittura del rumeno e numerose parole slave furono importate nella lingua, nel tentativo di indebolire qualsiasi senso di identità nazionale condivisa con la Romania. La Moldavia, dopo aver ottenuto l'indipendenza nel 1991 e cambiato nome in Moldova, tornò a un alfabeto latino modificato, come rifiuto delle connotazioni politiche dell'alfabeto cirillico.
Nel 1996 il parlamento moldavo, citando timori di "espansionismo rumeno", rifiutò una proposta del presidente Mircea Snegur di ritornare al nome di lingua romena e nel 2003 fu pubblicato un dizionario "rumeno-moldavo" , con l'intento di dimostrare che i due paesi parlassero lingue diverse. I linguisti dell'Accademia Rumena reagirono dichiarando che tutte le parole moldave erano anche parole rumene. Anche in Moldavia Ion Bărbuţă, il presidente dell'Istituto di Linguistica dell'Accademia delle Scienze, descrisse il dizionario come "un'assurdità" con motivazioni politiche. In contrasto, le lingue parlate del cinese Han sono usualmente denotate come dialetti, talvolta addirittura nel senso stretto di "variante", della lingua cinese standard, per promuovere l'unità nazionale, benché non siano tra loro mutuamente intelligibili senza un'adeguata istruzione o esperienza verbale.
Il significato dei fattori politici in un qualsiasi tentativo di rispondere alla domanda "Che cos'è una lingua?" è abbastanza grande da mettere in dubbio la possibilità di una definizione strettamente linguistica senza un approccio socioculturale. Questo è illustrato dalla frequenza con cui l'aforisma discusso precedentemente dell'esercito e della marina viene citato.

### Il punto di vista della linguistica storica
Molti linguisti storici considerano ogni forma verbale come un dialetto del mezzo di comunicazione più antico da cui si è sviluppata. Questa prospettiva vede le lingue neolatine moderne come dialetti del latino, il greco moderno come dialetto del greco antico, e il pidgin Tok Pisin come dialetto dell'inglese.
Questo paradigma non è esente da problemi. Mette al primo posto le relazioni tassonomiche; i "dialetti" di una "lingua" (che può essere a sua volta un "dialetto" di una "lingua" più antica) potrebbero essere mutuamente intelligibili o meno. Inoltre una lingua genitrice potrebbe dar luogo a parecchi "dialetti" che a loro volta si suddividono numerose volte e alcuni "rami" dell'albero cambiano più rapidamente di altri. Ciò può dare origine alla situazione dove due dialetti definiti secondo questo paradigma con una relazione genetica alquanto lontana sono più facilmente comprensibili l'uno con l'altro di dialetti più strettamente imparentati. Questo schema è chiaramente presente nelle lingue neolatine dove l'italiano e lo spagnolo hanno un grado elevato di mutua comprensibilità, che nessuno dei due condivide con il francese, sebbene ciascuna delle due lingue sia tassonomicamente più vicina al francese che all'altra. La spiegazione di ciò è che il francese ha subito cambiamenti più rapidi rispetto allo spagnolo o all'italiano.

## Il termine "dialetto" nel mondo

### In Francia
Analogamente all'Italia con dialetto, in Francia è comune la definizione negativa di patois, per indicare gli idiomi locali derivati dal latino in contrapposizione alla lingua nazionale francese.
Il sostantivo, che designa la prima forma linguistica appresa in famiglia e in cui per lo più ci si esprime nel contesto domestico, viene utilizzato con significato prossimo a quello impiegato in Italia. Anch'esso veicola giudizi di valore sulla contrapposizione tra ambiente rurale ed urbano o cultura e arretratezza, così come avviene nell'uso comune italiano. Altri significati sono quelli di idioma di una o più località rurali o varietà di un dialetto impiegato in una particolare contrada e non dunque di vaste aree come l'Occitania. “Patois” è stato applicato erroneamente a varietà indipendenti dal francese, quali quelle occitane e francoprovenzali, a lungo connotate negativamente come “cattivo francese”. Ciò si è verificato in quanto la lingua francese standard, derivante dal patois dell'Île-de-France (il franciano irradiato da Parigi) gode da secoli di prestigio letterario in un paese dove sono mancate, in forma estesa, forti resistenze al potere centrale. È dal XIX secolo che la pressione costante del francese si è imposta in tutti gli aspetti della società, riducendo le altre parlate antiche (piccardo, normanno, vallone, champenois, borgognone e lorenese, definite congiuntamente come lingua d'oïl nel Medioevo) a patois rustici relegati all'uso familiare.
Tuttavia la Francia ha riconosciuto lo status di lingua regionale al còrso, idioma di tipo toscano insegnato come seconda lingua opzionale nelle scuole, sebbene non vi sia una forma standard normata: infatti in Corsica si distinguono varietà dette "ultramontane" e "cismontane". Il còrso, da lungo tempo ritenuto politicamente come un dialetto allogeno (dialecte allogène) dell'italiano, è stato quindi recentemente riconosciuto dalla Francia come una lingua autonoma perché potesse esserne predisposto l'insegnamento.

### In Italia
Analogamente alla Francia, anche in Italia il termine "dialetto" viene utilizzato abitualmente per indicare, ad esclusione dell'italiano, le lingue romanze presenti sul territorio: dodici idiomi storici, romanzi e non, sono identificati come lingue minoritarie proprie delle minoranze linguistiche storiche riconosciute dallo Stato, collegate a un'area storica precisa (per esempio friulano, sardo, catalano, occitano e varie altre); questi idiomi godono di vari diritti, attuati in maniera difforme, quali l'insegnamento pubblico e l'uso nella comunicazione pubblica, potendo inoltre raggiungere con l'emanazione di apposite norme lo stato di formale e/o sostanziale coufficialità con l'italiano nell'area amministrativa di pertinenza.
Queste lingue minoritarie in genere non vengono mai chiamate dialetti, se non per ragioni ideologiche o come residuo di vecchie consuetudini, e la stessa legislazione (statale e regionale) per identificare varianti interne a queste lingue preferisce sempre il termine "variante" e suoi corrispettivi nelle lingue in questione a scapito del termine "dialetto".
Questa distinzione tra lingue minoritarie e i restanti dialetti italo-romanzi non si basa, se non parzialmente, tanto su criteri meramente linguistici quanto su riconoscimenti di carattere sociale e storico-politico: tanto le lingue minoritarie ufficiali, quanto la gran parte dei dialetti italo-romanzi, non sono varietà dell'italiano, bensì idiomi linguisticamente distinti e spesso non mutualmente intelligibili, che hanno instaurato con l'italiano dei particolari rapporti di convivenza e d'identificazione (bilinguismo e/o diglossia).
Le uniche varietà propriamente dette della lingua italiana sono le varie forme di italiano regionale, che risentono dell'influsso della lingua minoritaria o del dialetto locale soprattutto negli aspetti prosodici e, in parte, nel lessico e nella sintassi.
Dal punto di vista sociolinguistico (per cui un idioma è subordinato ad un altro politicamente dominante) sono considerati come varianti dell'italiano anche i dialetti italiani mediani e quelli toscani; dal punto vista genealogico è il contrario: è l'italiano - derivato dal fiorentino trecentesco - a derivare dai dialetti toscani, e non viceversa.
Alcuni linguisti italiani, tra i quali Tullio De Mauro e Graziadio Isaia Ascoli, escludono dal novero dei dialetti italo-romanzi le lingue parlate dalla minoranza linguistica sarda e da quella friulana (a differenza dell'originaria formulazione di Giovan Battista Pellegrini, che vi include invece tutti i dialetti romanzi che si riferiscano all'italiano come lingua tetto, inclusi sardo e friulano): lo stesso De Mauro, nel suo libro più famoso, considera sardo, ladino e friulano come "formazioni autonome rispetto al complesso dei dialetti italoromanzi"; il legislatore italiano, con la legge 482/99 sulle lingue di minoranza, che dà attuazione all'art. 6 della Costituzione italiana, ha seguito questo tipo di orientamento.
L'uso del termine dialetti per riferirsi alle lingue regionali italiane è talvolta contestato in quanto lascerebbe intendere minori prestigio e dignità rispetto all'italiano; altri apprezzano invece il termine come utile strumento di analisi per chi a vari livelli lavora per il salvataggio delle lingue minoritarie e regionali, che per sopravvivere devono liberarsi dal proprio stato di "dialetto", ovvero di lingue "dialettizzate".

### In Svizzera
Nella Svizzera italiana e in quella romanda si ricorre rispettivamente ai termini dialetto e patois per designare le lingue lombarda e francoprovenzale con relative varietà locali, analogamente a quanto avviene in Italia e Francia. Questi idiomi non godono infatti di alcun riconoscimento giuridico, al contrario di un'altra lingua regionale quale il romancio e delle tre più diffuse (tedesco, francese e italiano).
Nella Svizzera tedesca non vi è invece stigmatizzazione culturale nei confronti delle varianti alemanne, forme di dialetto (Dialekte) della lingua tedesca che sono state denominate svizzero tedesco per differenziazione rispetto al tedesco standard. Dalla metà del Novecento l'alemanno è infatti ampiamente diffuso in ogni aspetto della società, nei mass media e nel mondo dello spettacolo e dunque è utilizzato in ogni registro linguistico e in ogni situazione della vita quotidiana, a differenza di quanto avviene in Germania e Austria con le altre varietà locali. Il fenomeno è dovuto ad una reazione al pangermanesimo di fine XIX secolo e al nazionalsocialismo del XX secolo provenienti dalla Germania.

### Nel mondo arabo
I paesi arabi ospitano un gran numero di varianti linguistiche comunemente chiamate "dialetti", per quanto siano tra loro così distanti da indurre alcuni studiosi a considerarle come delle lingue sorelle, ma separate.

### In Cina
In Cina le diverse lingue sinitiche, spesso non mutualmente intelligibili ai loro parlanti, sono definite dialetti benché i linguisti individuino parecchie sensibili differenze strutturali tra di esse. Il governo del paese disincentiva l'uso dei cosiddetti dialetti non standardizzati in quanto vede in essi simboli identitari di gruppi etnici e nazionalità potenzialmente in competizione, per questo è impegnato in una battaglia di lungo termine per promuovere il cinese moderno standard, considerato il cinese corretto.